# بيتي قاي
بيتي قاي (بالإنجليزية: Betty Guy)‏ هي رسامة أمريكية، ولدت في 15 سبتمبر 1920 في سان فرانسيسكو في الولايات المتحدة، وتوفي بنفس المكان في 22 يوليو 2016.